# الموقف (رواية)
الموقف
رواية الموقف (بالإنجليزية: The Stand) للمؤلف الأمريكي ستيفن كينغ رواية فانتازيا/رعب تدور أحداثها بعد نهاية العالم. تتوسع في متابعة سيناريو قصته القصيرة السابقة «إبحار الليل»، وتعرض رؤية تفصيلية عن الانهيار الشامل للمجتمع بعد أن تسبب حادثة إطلاق سلالة من الإنفلونزا المعدلة للحروب البيولوجية جائحةً تقضي على العالم، قاتلةً أكثر من 99% من سكان العالم. رواية الموقف نُشرت عام 1978، وهي رابع رواية نشرها كينغ وأطول رواية له.

## الحبكة
يختلف زمن أحداث رواية الموقف من طبعة لأخرى، فهي تحدث إما في 1980-1981 أو 1985-1986 أو 1990-1991.

### رحلات الكابتن
16 يونيو – 4 يوليو
في قاعدة عسكرية أمريكية بعيدة، يطلق سلاح من سلالة إنفلونزا يدعى «المشروع الأزرق» عن طريق الخطأ في مختبر سري تحت الأرض. يتمكن تشارلز كامبيون -وهو جندي مسؤول عن الأمن- من الهرب إلى القاعدة نتيجة عطل في بروتوكولات الاحتجاز والاحتواء، ويهرب بسيارته مع زوجته وابنته. بحلول وقت تمكن الجيش من تتبع كامبيون إلى بلدة أرنيت شرق تكساس وتشكيل حزام صحي حولها يكون هو -المريض رقم صفر- وزوجته وابنته ماتوا مسبقًا بسبب فيروس المشروع الأزرق ونشروه إلى العديد من الأشخاص خارج الحزام الصحي. الفيروس معدي بنسبة 100% ومقاوم للمضادات الحيوية واللقاحات. تنطلق شرارة جائحة تستطيع القضاء على العالم بأسره مع انتشار الفيروس بسرعة شديدة إلى البلدان الأخرى، قاتلًا نحو 99.4% من تعداد السكان البشري على الأرض بالإضافة إلى معظم الحيوانات.
يحدد سرد متعدد الجوانب -مروي جزئيًّا من وجهات نظر الشخصيات الرئيسية- الخطوط العريضة للانهيار الشامل ودمار المجتمع عبر العنف المتفشي، وفشل تطبيق القانون العسكري في احتواء الهياج، وجهود الجيش المتزايدة لإخفاء المعلومات، والانهيار السريع للمجتمع، وتعريض الاتحاد السوفييتي والصين بشكل متعمد للفيروس لضمان دمارهما، وأخيرًا، شبه انقراض البشرية. صُور الأثر العاطفي أيضًا، إذ على القلة الناجية الاعتناء بعوائلهم وأصدقائهم، متعاملين مع الحيرة والأحزان، مع استسلام كل الذين يعرفونهم تقريبًا للمرض.
تفتتح الطبعة الكاملة غير المنقحة بمقدمة عنوانها «الدائرة تنفتح» تعرض تفصيلات أكثر عن الظروف التي أحاطت بتطور الفيروس والخرق الأمني الذي سمح بهروبه من مجمع المختبر السري الذي صُنع فيه. تتوسع المقدمة أيضًا عن استجابة الجيش للهياج؛ حوادث شغب في المدن، ونهب، وتكسير، ووفيات لم يتسبب بها الوباء بشكل مباشر، بل سببها انهيار المجتمع الناتج عنه.

## تاريخ النشر
نشرت الرواية أساسًا عام 1978 في مجلد -وكان تاريخ أحداثها 1980- بنسخة مختصرة. نشرت أولًا بغلاف ورقي عام 1980، مع تغيير في تاريخ الأحداث إلى 1985. تظهر شخصية راندال فلاغ -الشخصية الشريرة في روايات ستيفن كينغ- لأول مرة في هذه الرواية، وأعاده ستيفن كينغ عدة مرات في كتاباته اللاحقة.
في عام 1990، صدرت طبعة كاملة بدون حذف لرواية الموقف، مكتوبًا عليها «الطبعة الكاملة بدون حذف». أصبحت عندما طبعتها «دبل دي» في مايو 1990 أطول كتاب منشور لستيفن كينغ بعدد صفحات بلغ 1152 صفحةً. عند النشر الأول للرواية عام 1978 حذرت مجموعة نشر دبل دي المؤلف كينغ بأن السوق لن يتحمل تكاليف حجم الكتاب؛ لذا حذف نحو 400 صفحة (نحو 150,000 كلمة) من المخطوطة الأصلية. هذه الطبعة أعادت نشر معظم الصفحات المحذوفة (حسب اختيار كينغ)، بالإضافة إلى تحديث زمن أحداث الرواية من ثمانينيات القرن العشرين إلى تسعينياته. شملت هذه الطبعة الجديدة مقدمة كتبها كينغ، ورسومًا توضيحية لبيرني رايتسون. بالإضافة إلى ذلك، نشرت دبل دي طبعة فخمة من الموقف: النسخة الكاملة بدون حذف، محدودة بألف ومئتين وخمسين نسخة مرقمة بالأعداد و52 نسخة مرقمة بالأحرف. هذه الطبعة، المعروفة باسم طبعة «علبة التابوت» بسبب وضع الكتاب في صندوق خشبي، كانت موقعة من كينغ ورايتسون.

## الشخصيات الرئيسية

### معسكر الخير
ألأُم الإيغال - عجوز أمريكية من أصل إفريقي تؤمن أنها مبعوثة من قبل الله لمحاربة الشر الذي جاء بعد الوباء.
فرانسيس جلودسميث - طالبة جامعية حامل.
ستويارت ردمان - عامل مصنع عاطل عن العمل من تكساس وهي المدينة التي إبتدأ فيها الوباء
لاري اندوورد - موسيقي
نيك اندورس- تائه أصم وأبكم ولديه صفات قيادية رائعة.
جلين بيطمان- عامل اجتماعي عجوز
توم كولن- شاب يعاني من تخلف عقلي ذو قدرات تخاطرية.

### معسكر الشر
«رجل الظلام» - كنيته طيلة ألرواية كانت باسم «رندل فلاج» رجل مغرور يعاني بجنون العظمة ذو قدرات فوق بشرية.
لويد هنرييد – قاتل ولص محترف يصبح فيما بعد مساعد فلاج
مروين ألبرت – كنيته في الرواية كانت (السيد حاوية القمامة) يعاني من اضطراب نفسي يتميز باندفاع لإشعال النار ويحصل على اهتمام خاص من فلاج.
هارولد لاودر- طالب ثانوي مهمش اجتماعيا يعاني بسمنة زائدة. ينضم أولاً لمعسكر أفياغال ومن ثم ينشق لمعسكر الشر.
نادين كروس- معلمة مدرسة ثانوية ذي قيم واخلاق والتي اجبرت كرها عنها بسحبها لمعسكر فلاج الذي يريدها زوجه له.

## تحويل الرواية لأفلام وبرامج تلفزيونية
لقد تم إنتاج مسلسل قصير عام 1994 حيث قام كينغ نفسه بكتابة السيناريو وتم إخراجه من قبل ميك جاريس. إشترك في المسلسل عدة ممثلين مشهورين منهم جاري سينيز، مولي رينجوولد وروب لاو. المسلسل عرض بقناة ABC وتم نشره عبر قرص فيديو رقمي – دي في دي عام 1999 ومرة أخرى عام 2002.
عام 2014 اعلنت استوديوهات الاخوة وارنر على أنها ستقوم بإنتاج فيلم سينمائي يعتمد على الرواية.

## أنظر أيضًا
- قصة خرافية